# Reips
Reips (finska: Kräkilä) är en ö i Finland.   Den ligger i den ekonomiska regionen  Karleby  och landskapet Mellersta Österbotten, i den centrala delen av landet, 400 km norr om huvudstaden Helsingfors. Arean är 0,66 kvadratkilometer.
Terrängen på Reips är mycket platt. Den sträcker sig 1,3 kilometer i nord-sydlig riktning, och 0,9 kilometer i öst-västlig riktning.  I omgivningarna runt Reips växer i huvudsak blandskog.